# Квадрициклан
Квадрицикла́н — напряжённый полициклический углеводород, имеющий потенциальное применение в качестве добавки к ракетному топливу, а также в превращении солнечной энергии. Использование этого углеводорода, однако, ограничивается тем, что вещество распадается при относительно низких температурах (200—300 °C).

## Структура и свойства
Молекула квадрициклана имеет сильно напряженную структуру (78,7 ккал/моль). В отсутствие катализатора при низких температурах Изомеризация квадрициклана протекает медленно (время полупревращения при 140 °C составляет 14 ч). Из-за напряжённой структуры и термической стабильности квадрициклан изучался достаточно широко.
Под действием ультрафиолетового излучения (~300 нм) в присутствии сенсибилизатора норборнадиен изомеризуется в квадрициклан. Обратное превращение напряжённого квадрициклана в норборнадиен протекает с выделением тепла. Благодаря данному свойству реакция была предложена для запасания солнечной энергии. Высокая энергия квадрициклана дала начало его использованию в качестве добавки к ракетному топливу. Однако, при температуре выше 200 °C квадрициклан подвергается термическому разложению, в то время как двигательные установки могут работать при температурах, превышающих 500 °C.

## Получение
Квадрициклан получают облучением норборнадиена в присутствии кетона Михлера. Предложены также другие сенсибилизаторы, например, ацетон, бензофенон, ацетофенон и т. д., однако, при их использовании выход продукта понижается. Также для повышения выхода желательно использовать свежеперегнанный норборнадиен.

## Химические свойства
Квадрициклан вступает в реакцию со многими диенофилами с образованием аддуктов соотношением 1:1. На основе этого свойства была предложена биоортогональная реакция — квадрициклановое лигирование, позволившая селективно модифицировать белковые молекулы низкомолекулярными метками.